# Yacht Vision
Yacht Vision is een televisieprogramma van RTL 4, dat van 2003 tot 2011 werd uitgezonden. Het programma draait geheel om jachten en andere boten, die de gasten in het programma samen met de presentator proberen te kopen.

## Achtergrond
Het programma werd bij de start in 2003 gepresenteerd door Romek van Thiel. Vivian Boelen verzorgde in het eerste seizoen de voice-over presentatie. Tijdens seizoen 2003-2004 nam Vivian Slingerland in 2004 de presentatie over. Epco Ongering werd vanaf dan de co-presentator. In de seizoenen 2004/2005 en 2005/2006 presenteerde Mari Carmen Oudendijk het botenprogramma. Oudendijk wordt in 2006 opgevolgd door Marilou le Grand. Le Grand bleef te zien tot medio 2008.
In 2008 kwam Slingerland weer terug bij Yacht Vision. Eind maart 2010 werd, als gevolg van de financiële crisis, de (voorlopig) laatste aflevering uitgezonden. Vanaf januari 2011 was het programma weer terug op televisie. Wederom bij RTL 4 met Vivian Slingerland & Epco Ongering. Vanaf begin 2011 is Evelyn Struik toegevoegd aan het presentatieteam. Medio 2011 heeft Epco Ongering wegens gezondheidsproblemen tijdelijk een stapje terug gedaan en besloten afscheid te nemen van Yacht Vision. Na de reeks in seizoen 2011/2012 stopt dit programma.
Begin 2012 komt er een soortgelijk botenprogramma met Epco Ongering op SBS6. De titel is: Nederland Vaart. Ongering presenteert deze reeks samen met Susanne Dijksterhuis.  
Medio 2013 zendt RTL 4 weer een nieuw seizoen uit, maar weer met een andere titel: RTL Vaart. Orange Mediahouse te Enschede heeft een nieuwe team van bekende specialisten gevormd, waarbij alle vormen van communicatie worden gebruikt, met name toegespitst op social media. Epco Ongering en Vivian Slingerland zijn wederom de presentatoren van het programma. In seizoen 2013/2014 heeft het programma wederom een nieuwe naam: Vaar TV. Slingerland en Ongering zijn ook nu weer van de partij.

## Opzet
Samen met deelnemers aan het programma gaan de presentatoren op zoek naar een boot om te kopen. Deze zoektocht kan betrekking hebben op een sloep, maar ook een zeilboot of een jacht.
Meestal krijgen de deelnemers een aantal alternatieven aangeboden waarin werd proef gevaren. Een vergelijking van de technische aspecten volgt. Als de keuze eenmaal is gemaakt, dan wordt daar met champagne op gedronken.
Wanneer er een belangrijk botenevenement aan de gang is wordt er ook vaak een bezoekje daaraan gebracht. Dit kunnen beurzen zijn, maar ook wedstrijden.

## Cast

### Presentatie
- Romek van Thiel (2003-2004)
- Epco Ongering (2004-2011)
- Vivian Slingerland (2004, 2008-heden)
- Mari Carmen Oudendijk (2004-2006)
- Marilou le Grand (2006-2008)
- Evelyn Struik (2011)

### Voice-over presentatie
- Vivian Boelen (2003-2004)
- Marjon Keller (2004-heden)
- Loretta Schrijver (2011)